# تشاك هيغل

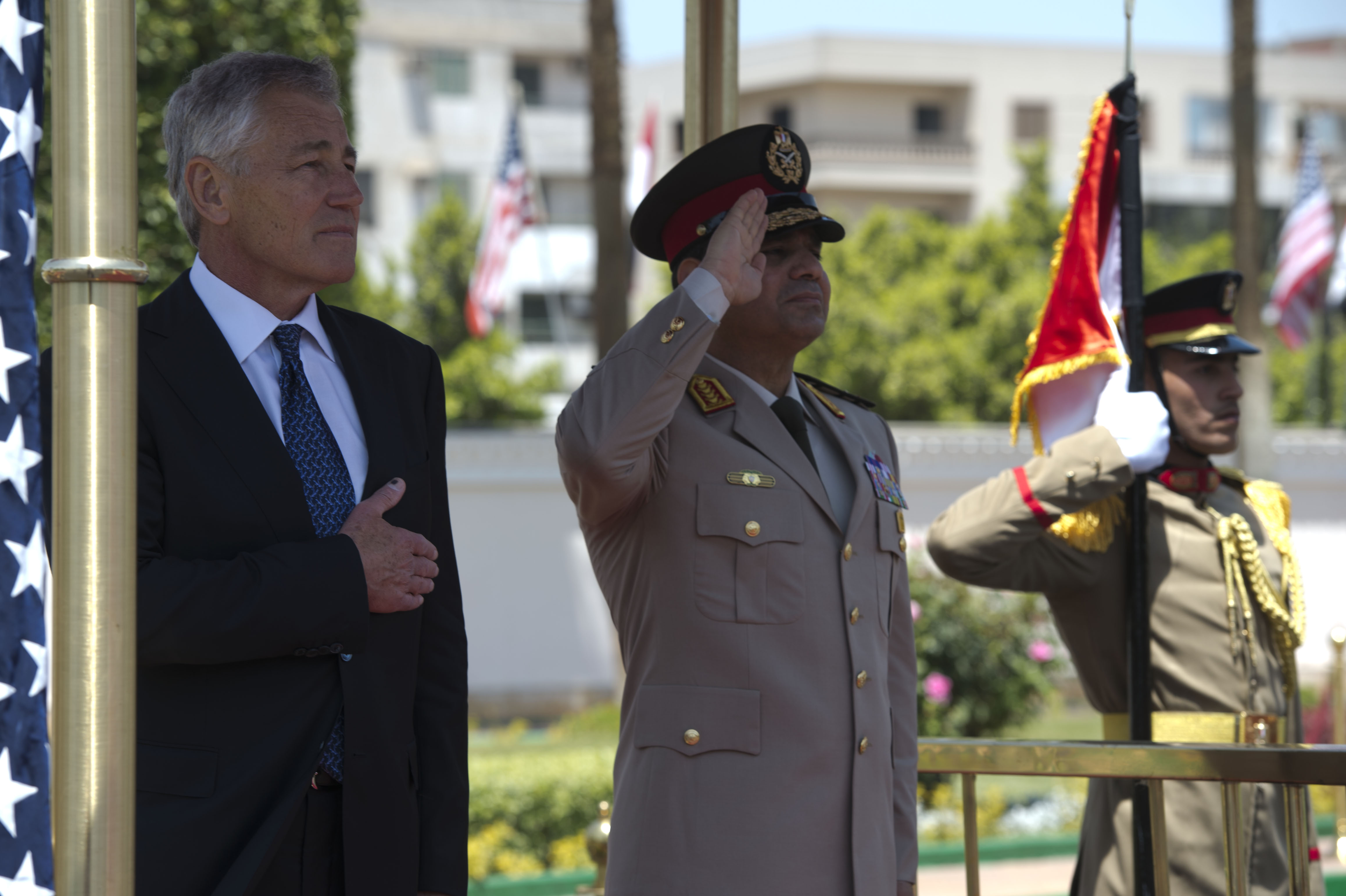
مع عبد الفتاح السيسي في 24 ابريل 2013

تشاك هيغل (بالإنجليزية: Chuck Hagel)‏ رجل عسكري بالدرجة الأولى ووزير الدفاع الامريكى منذ 23 فبراير 2013 إلى غاية 24 نوفمبر/تشرين الثاني 2014 بعد استقالته من منصبه. وحائز على وسامين «القلب الأرجواني» بسبب دوره في حرب فيتنام، حيث أصيب بحروق شديدة بعد أن تعرضت ناقلة الجنود المصفحة التي كان يستقلها للغم أرضي.
بعد عودته من الحرب بفيتنام، عمل هيغل كمذيع إعلامي لفترة وجيزة قبل أن يدخل المعترك السياسي كسيناتور جمهوري ممثلا لولاية نبراسكا، حيث استمر في هذا المنصب بين عامي 1997 و2009.
ربطت هيغل علاقة قديمة بالرئيس باراك أوباما، حيث تعرف عليه في مجلس الشيوخ عندما كان باراك أوباما يشغل منصب سيناتور، حيث وجدا العديد من نقاط التفاهم المشتركة بمواضيع متعددة مثل حالات استخدام القوة العسكرية.
وبالنسبة للملف الإيراني، فيتشارك الرئيس باراك أوباما مع هيغل في وجهة النظر التي تشير اتخاذ خيار الحوار مع النظام الإيراني كبديل عن القوة العسكرية، إلا أن أرائهما تختلف في موضوع العقوبات الاقتصادية المفروضة على إيران حيث أن هيغل كان معارضاً لها.
ويذكر أن هيغل قام بزيارة منطقة الشرق الأوسط والعراق بالتحديد، برفقة السيناتور باراك أوباما وقتها والسيناتور جاك ريد في العام 2008.

## أشهر أقواله
- «إذا ما تمكنت من الخروج سالما من حرب فيتنام، فسأبذل كل جهدي من أجل منع الحروب.»
- «لست شخصا مسالما ولكنني أرفض الحرب، أنا شخص واقعي وأعلم أنه لا مجد في الحروب بل المعاناة فقط.»
- «هذا يعتبر أكبر تخبط للسياسة الخارجية لأمريكا منذ حرب فيتنام.» واصفاً إقبال الولايات المتحدة الأمريكية على التدخل عسكريا بالعراق[3]

## روابط خارجية
- تشاك هيغل على موقع مونزينجر (الألمانية)
- تشاك هيغل على موقع إن إن دي بي (الإنجليزية)